# Rainer Frimmel

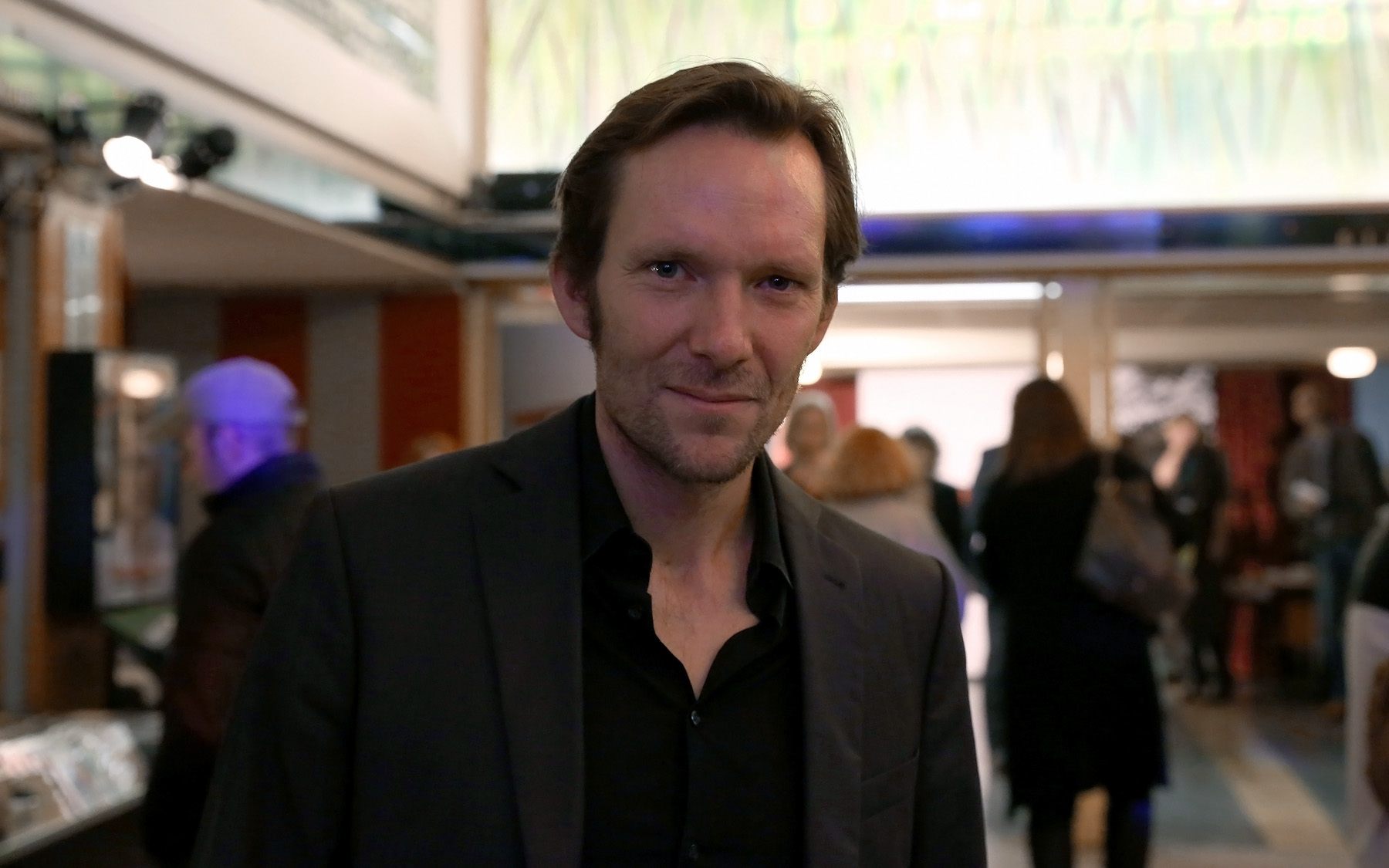
Rainer Frimmel (2013)

Rainer Frimmel (* 11. Juli 1971 in Wien) ist ein österreichischer Filmregisseur und Drehbuchautor.

## Leben
Rainer Frimmel besuchte von 1992 bis 1994 das Kolleg für Fotografie und 1995 den Lehrgang für Kameraassistenz an der Graphischen Lehranstalt in Wien. Für seine fotografische Arbeit erhielt er Auslandsstipendien in Rom, Paris und New York. Seit 1996 arbeitet er mit Tizza Covi an Projekten in den Bereichen Fotografie, Theater und Film zusammen, 2002 gründeten die beiden die Filmproduktionsfirma Vento Film. 2001 veröffentlichten sie mit Das ist alles die erste gemeinsame Dokumentation, 2005 folgte die Dokumentation Babooska. Der erste gemeinsam produzierte Langspielfilm La Pivellina (2009, auch Die Kleine) wurde vielfach ausgezeichnet, unter anderem war dies der österreichische Beitrag für die Oscar-Nominierungen in der Kategorie bester fremdsprachiger Film für die Oscarverleihung 2011. Sechs der gemeinsam veröffentlichten Filme (Das ist alles, Babooska, La Pivellina, Der Glanz des Tages, Mister Universo und Vera) wurden im Rahmen der Edition österreichischer Film von Hoanzl und dem Standard auf DVD veröffentlicht.
Sein Dokumentarfilm Aufzeichnungen aus der Unterwelt (wieder gemeinsam mit Tizza Covi) wurde im Februar auf der Berlinale 2020 in der Sektion Panorama Dokumente uraufgeführt. Im Rahmen der Romyverleihung 2020 wurde er für diesen Film in den Kategorien Beste Kino-Doku und Beste Produktion Kinofilm ausgezeichnet. Die Reihe Zur Person des Grazer Filmfestivals Diagonale wurde 2022 der Arbeit von Tizza Covi und Rainer Frimmel gewidmet.
Sein semidokumentarisches Projekt Vera über die Schauspielerin Vera Gemma, Tochter von Giuliano Gemma, wurde in der Sektion Orizzonti der Internationalen Filmfestspiele von Venedig 2022 mit dem Preis für die beste Regie ausgezeichnet und als österreichischer Kandidat für den besten internationalen Film für die Oscarverleihung 2024 ausgewählt.
Für den Film Emile – Erinnerungen eines Vertriebenen (2023) interviewte er seinen Großonkel Emile Zuckerkandl.

## Filmografie (Auswahl)
- 1997: Che bella è la vita (Kurzfilm: Regie)
- 1997: Österreich im Herbst 95 (Kurzfilm: Kamera)
- 1998: Wien: Sieben Szenen (Regie)
- 2001: Das ist alles (Dokumentarfilm: Regie, Drehbuch, Kamera)
- 2002: Aufzeichnungen aus dem Tiefparterre (Regie)
- 2005: Babooska (Dokumentarfilm: Regie, Drehbuch, Kamera, Produktion)
- 2009: La Pivellina (Regie, Kamera, Produktion)
- 2012: Der Glanz des Tages (Regie, Drehbuch, Kamera)
- 2014: Der Fotograf vor der Kamera (Dokumentarfilm: Regie, Drehbuch, Kamera)
- 2016: Mister Universo (Regie, Kamera, Produktion)
- 2020: Aufzeichnungen aus der Unterwelt (Dokumentarfilm: Regie, Drehbuch, Kamera, Produktion)
- 2022: Vera (Regie, Produktion, Kamera)
- 2023: Emile – Erinnerungen eines Vertriebenen

## Auszeichnungen und Nominierungen (Auswahl)
- Für Babooska (2005):
  - 2006: Internationale Filmfestspiele Berlin 2006 – Wolfgang-Staudte-Preis
  - 2006: Diagonale – Bester österreichischer Dokumentarfilm

- Für La Pivellina (2009):
  - 2009: Internationale Filmfestspiele von Cannes 2009 – Quinzaine des réalisateurs – Europa-Cinemas-Preis
  - 2009: Molodist – Preisträger des Grand Prix
  - 2010: Diagonale – Bester österreichischer Kinospielfilm
  - 2010: Unabhängiges FilmFest Osnabrück – Ernst-Weber-Filmpreis
  - 2011: Österreichischer Filmpreis 2011 – Nominierung in der Kategorie Beste Regie

- Für Der Glanz des Tages (2012):
  - 2013: Thomas-Pluch-Drehbuchpreis – Würdigungspreis
  - 2013: Diagonale – Bester österreichischer Kinospielfilm
  - 2013: Filmfestival Max Ophüls Preis – Max-Ophüls-Preis

- Für Aufzeichnungen aus der Unterwelt (2020):
  - 2020: Romyverleihung 2020 – Auszeichnung in den Kategorien  Beste Kino-Doku und Beste Produktion Kinofilm[3]
  - 2021: Diagonale – Auszeichnung mit dem Kodak Analog-Filmpreis[11] und für den besten Dokumentarfilm[12][13]
  - 2022: Österreichischer Filmpreis 2022 – Auszeichnung in der Kategorie Bester Dokumentarfilm[14]

- Für Vera
  - 2022: Internationale Filmfestspiele von Venedig 2022 – Preis für die beste Regie[6]
  - 2023: Großer Diagonale-Preis des Landes Steiermark in der Kategorie Bester Spielfilm[15]
  - 2023: Österreichischer Filmpreis 2023 – Auszeichnung in den Kategorien Bester Spielfilm und Beste Regie[16]
  - 2023: Filmfestival Bozen – Preis des Landes Südtirol für die beste künstlerische Leistung[17]
  - 2023: Romyverleihung 2023 – Auszeichnung in der Kategorie Beste Regie Kino[18]

- Sonstige:
  - 2007: Österreichischer Förderungspreis für Filmkunst
  - 2013: Österreichischer Kunstpreis für Film